# دييغو أليسي
دييغو أليسي (بالإيطالية: Diego Alessi)‏ هو سائق سيارة سباق إيطالي، ولد في 3 نوفمبر 1971 في روما في إيطاليا.

## وصلات خارجية
- دييغو أليسي على موقع DriverDB.com (الإنجليزية)